# Parlamentswahl in Ghana 2012

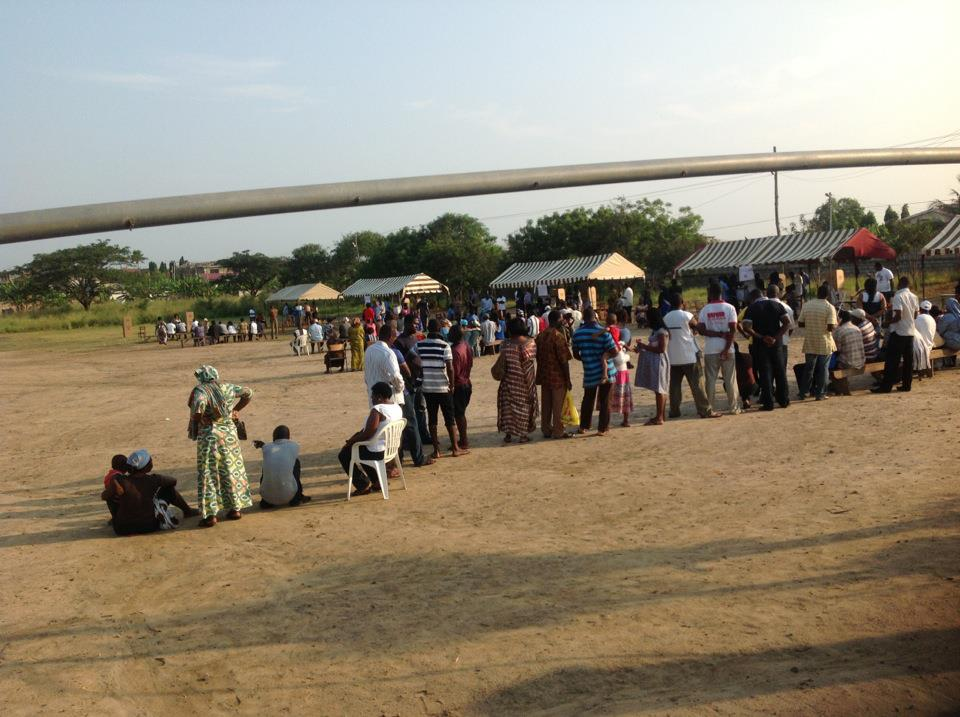
Wähler stehen zur Stimmabgabe an

Die Parlamentswahlen in Ghana 2012 fanden am 7. Dezember 2012 parallel zu den Präsidentschaftswahlen 2012 statt. Die Wahlen bestätigten das Quasi-Zwei-Parteien-System Ghanas mit der New Patriotic Party und dem National Democratic Congress, die zusammen weit mehr als 90 % der Stimmen erhielten. Die New Patriotic Party, deren Kandidat Nana Akufo-Addo bei den parallelen Präsidentschaftswahlen unerwartet deutlich unterlag, konnte bei den Parlamentswahlen einen Vorsprung von 1 % vor dem konkurrierenden National Democratic Congress erringen. Außer den beiden großen Parteien errang nur noch die People’s National Convention einen Sitz im Parlament von Ghana. Außerdem gelang drei unabhängigen Kandidaten der Sprung in das Parlament.

## Wählerregistrierung und Stimmbezirke
Erstmals wurde ein biometrisches System der Wählerregistrierung eingesetzt bei dem registrierte Wähler über ihre Fingerabdrücke identifiziert wurden. Aufgrund technischer Probleme mit dem biometrischen System und fehlender Wahlunterlagen in einigen Wahllokalen verlängerte die Wahlkommission die Wahlen um einen Tag.
Gegenüber den Parlamentswahlen 2008 wurde die Zahl der Wahlbezirke deutlich von 230 auf 275 erhöht. Die Sitze Parlament werden durch ein Mehrheitswahlrecht bestimmt, bei dem jeweils ein Direktkandidat pro Wahlbezirk für einen Sitz im Parlament gewählt wird.
- New Patriotic Party: 123
- National Democratic Congress: 148
- People's National Convention: 1

| Partei                                                                                  | Stimmen    | %     | Sitze | ±   |
| --------------------------------------------------------------------------------------- | ---------- | ----- | ----- | --- |
| New Patriotic Party                                                                     | 5 248 862  | 47,51 | 123   | +16 |
| National Democratic Congress                                                            | 5 127 671  | 46,41 | 148   | +32 |
| Progressive People's Party                                                              | 182 649    | 1,65  | 0     | 0   |
| Convention People’s Party                                                               | 81 009     | 0,73  | 0     | −1  |
| People’s National Convention                                                            | 72 618     | 0,66  | 1     | −1  |
| National Democratic Party                                                               | 33 857     | 0,31  | 0     | 0   |
| IPC                                                                                     | 15 561     | 0,14  | 0     | 0   |
| United Front Party                                                                      | 3 322      | 0,03  | 0     | 0   |
| Democratic People's Party                                                               | 3 013      | 0,03  | 0     | 0   |
| New Vision Party                                                                        | 1 232      | 0,01  | 0     | 0   |
| United Renaissance Party                                                                | 840        | 0,01  | 0     | 0   |
| Independent People's Party                                                              | 679        | 0,01  | 0     | 0   |
| Great Consolidated Popular Party                                                        | 653        | 0,01  | 0     | 0   |
| Yes People's Party                                                                      | 145        | 0,00  | 0     | 0   |
| United Renaissance Party                                                                | 140        | 0,00  | 0     | 0   |
| Ghana Freedom Party                                                                     | 77         | 0,00  | 0     | 0   |
| Unabhängige Kandidaten                                                                  | 275 781    | 2,50  | 3     | −1  |
| Ungültige Stimmen                                                                       | 178 243    | –     | –     | –   |
| Total                                                                                   | 11 226 352 | 100   | 275   | +45 |
| Wahlberechtigte/Wahlbeteiligung                                                         | 14 031 680 | 80,01 | –     | –   |
| Quelle: Electoral Commission of Ghana (Seite nicht mehr abrufbar. Suche in Webarchiven) |            |       |       |     |